# Preetz
För andra betydelser, se Preetz (olika betydelser).
Preetz är en stad i det tyska distriktet Plön i förbundslandet Schleswig-Holstein. Staden ligger sydöst om Kiel och har cirka 16 000 invånare.
Preetz genomflytes av två mindre floder, Schwentine och Mühlenau.

## Historia
Samhället nämndes 1185 med namnet Poretz för första gången i en urkund, namnet kommer från de sorbiska orden po rece med betydelse "vid floden". 1210 byggdes ortens först kyrka och ett år senare etablerades ett kloster.
Preetz blev ett handverkscentrum i regionen som kännetecknades av jordbruk. Med tiden blev orten känd för sina skomakare, 1850 fanns cirka 160 självständiga skomakare i Preetz.
Preetz utrustades 1852 med gatubelysning, 1864 tillkom anslutet till järnvägsnätet med en egen station och 1871 byggdes rådhuset. Eken som planterades 1871 framför rådhuset finns kvar.
Orten fick 1870 begränsade stadsrättigheter och 1901 fullständiga stadsrättigheter.

## Vänorter
Staden Preetz har följande vänorter:
- Blandford i Storbritannien (sedan 1979)
- Stavenhagen, i Tyskland (sedan 1990)
- Tapa, i Estland (sedan 1990/91)
- Neman, i Ryssland (sedan 1991)

## Kultur och sevärdheter
I staden och omgivningen finns två museer, ett för träskoproduktionen och ett hembygdsmuseum. Ett museum för cirkuskonst flyttades 2010 på grund av platsbrist till Magdeburg.
Preetz har en biograf.